# Joaquin Pinto
Joaquin Pinto (25 febbraio 1961) è un ex schermidore colombiano.

## Biografia
Ha partecipato ai Giochi della XXIV Olimpiade di Seul nel 1988.

## Palmarès
In carriera ha conseguito i seguenti risultati:
- Giochi Panamericani:

Indianapolis 1987: bronzo nella spada a squadre.